# Теория оптимальных валютных зон
Оптимальная валютная зона (англ. optimum currency area) — географическая область, – в противоположность национальной территории, – в рамках которой могут быть достигнуты цели внутреннего равновесия (низкая инфляция и полная занятость) и внешнего равновесия (устойчивый платежный баланс).

## Происхождение теории

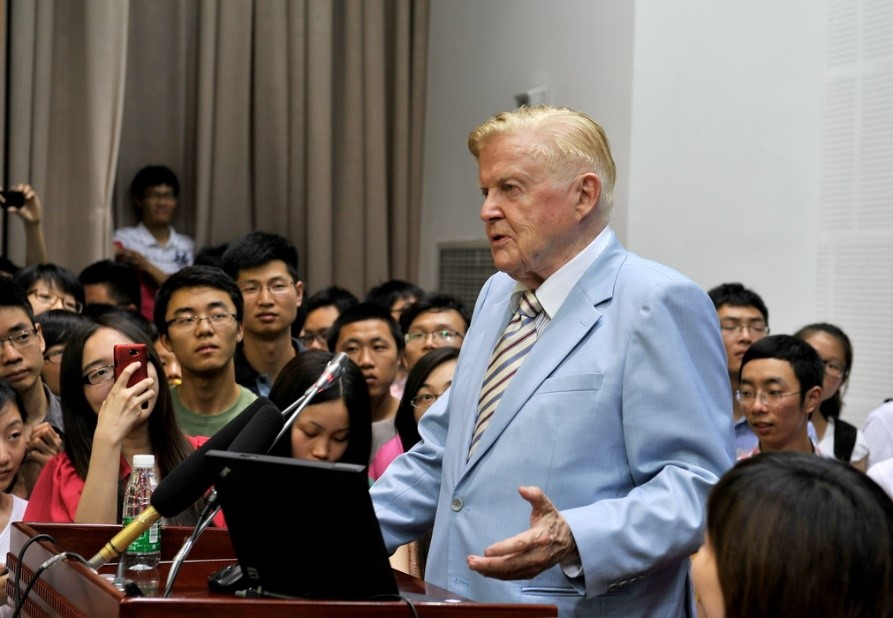
Роберт Манделл, автор теории оптимальных валютных зон и лауреат Нобелевской премии по экономике

Предпосылки для развития теории возникли за пару десятилетий до ее формализации. В конце 1940-х и начале 1950-х годов несколько ведущих американских экономистов, такие как Абба Лернер, Милтон Фридман, Джеймс Мид, Тибор де Скитовски, заложили основы анализа в международной макроэкономике. Они изучали межрегиональные проблемы национальной экономики. В частности, роль центральных (федеральных) денежных и фискальных властей, а также межрегионального движения товаров и факторов производства в ходе достижения регионами макроэкономического равновесия.
Создателем теории является американский экономист канадского происхождения Роберт Манделл. В 1961 году он переформулировал анализ достижения регионами макроэкономического равновесия. Манделл исходил из того, что мобильность факторов производства может быть неполной и, как следствие, восстановления равновесия в группе регионов не будет эффективным. Он предложил решить обратную задачу: определить группу регионов (их географические границы) таким образом, чтобы обеспечить внутреннее и внешнее равновесие. Этой группе регионов или стран будет выгодно иметь единую валюту, чей курс может плавать по отношению к валютам других групп или стран, или фиксировать валютные курсы по отношению друг к другу.
Помимо Манделла в разработке теории участвовали Рональд Маккиннон из Стэнфордского университета и Питер Кенен из Принстонского университета. Они расширили критерии, по которым определяется оптимальная зона.

## Классическая (статическая) версия теории

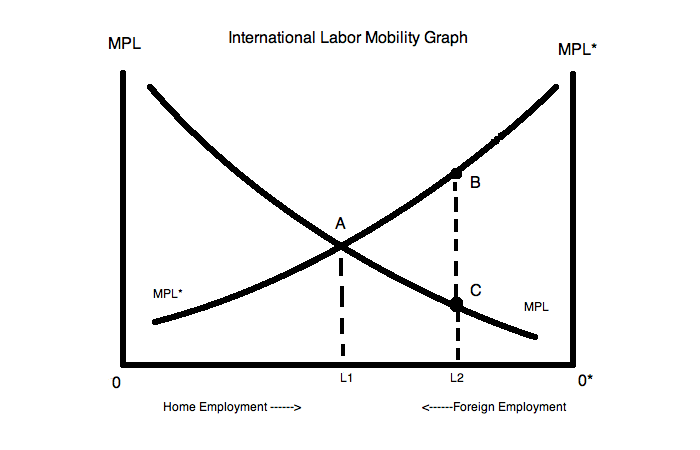
Валютная зона будет устойчивой в случае мобильности трудовых ресурсов между регионами

Работы экономистов Манделла, Маккиннона и Кенена заложили основы теории оптимальных валютных зон. В классической версии валютная зона отвечает нескольким требованиям: 
- мобильность трудовых ресурсов и (или) гибкость заработной платы и цен;
- подверженность асимметричными шокам;
- внешнеторговая открытость и (или) торговая интеграция;
- достаточный размер экономики;
- сходство экономических структур регионов;
- продуктовая диверсификация экспорта;
- фискальная интеграция.

Ранняя теория оптимальных валютных зон рассматривалась как гибрид кейнсианского и монетаристского подходов к международной макроэкономике.

## Критика
Классическая версия теории обладала несколькими недостатками. Во-первых, малая открытая экономика может характеризоваться низкой мобильностью трудовых ресурсов, что подразумевает выбор не фиксированного, а плавающего валютного курса. Во-вторых, малые открытые экономики, в среднем, слабо диверсифицированы. Для них плавающий валютный курс предпочтительнее. В-третьих, чем более диверсифицирована экономика, тем меньше она подвержена внешним шокам и тем слабее у нее стимулы валютной интеграции.

## Модифицированная (эндогенная) версия теории

Еврозона — самый крупный валютный союз в мире

В ранних работах валютные зоны рассматривались как статичные модели. Внимание уделялось критериям, которым экономика должна удовлетворить для введения фиксированного курса или единой валюты. Динамический анализ придал теории новый импульс развития. Между критериями оптимальности существует взаимосвязь. В частности, рост внешнеторговой открытости экономики приводит к увеличению чувствительности цен к валютному курсу. Высокая мобильность факторов производства, включая мобильность капитала, могут компенсировать отсутствие гибкости цен. Фискальный федерализм позволяет в краткосрочном периоде компенсировать шоки за счет перераспределения ресурсов. Таким образом, между критериями оптимальности существует взаимозамещаемость.
Профессора Джеффри Френкель и Эндрю Роуз из Калифорнийского Университета сформулировали новую эндогенную версию теорию. Они исследовали связь между двумя критериями оптимальности: торговой интеграцией и асимметричными шоками. Они приходят к выводу, что сокращение внешнеторговых барьеров ведет к углублению продуктовой или секторальной специализации регионов. С другой стороны, увеличение торговой интеграции ведет к синхронизации деловых циклов. Таким образом, присоединение к валютной зоне приносит определенные выгоды, в частности, снижает подверженность шоками и повышает степень оптимальности зоны. Однако по мере все большего соответствия оптимальным характеристикам, выгоды от валютной интеграции снижаются.

## Применение теории оптимальных валютных зон
В макроэкономической литературе теория оптимальных валютных зон является самым популярным инструментом анализа валютной интеграции. Альтернативные концепции, которые могли бы заменить теорию оптимальных валютных зон, отсутствуют или находятся на начальной стадии развития. Примером альтернативы служит более простая гравитационная модель. В теории оптимальных валютных зон применяется развитый инструментарий прикладного анализа. В частности, классический корреляционно-регрессионный анализ, индексный анализ, структурные векторные авторегрессии и другие. За счет того, что в теории описаны различные аспекты интеграции, она выходит за пределы темы валютной интеграции. Теория оптимальных валютных зон служит для оценки целесообразности международной (политической) интеграции стран, имеющих общие интересы.